# Публий Мумий Сизена Рутилиан
Публий Мумий Сизена Рутилиан (на латински: Publius Mummius Sisenna Rutilianus) е политик и сенатор на Римската империя през 2 век.
Произлиза от клон Сизена на фамилията Мумии от Бетика. Той е син на Публий Мумий Сизена (консул 133 г. и управител на Британия).
Сизена Рутилиан е приет през 136 г. в колегията на авгурите. През 146 г. той става суфектконсул заедно с Тит Приферний Пет.